# Hello, My Name Is Doris
Hello, My Name Is Doris (no Brasil, Doris, Redescobrindo o Amor) é um filme de comédia romântica estadunidense de 2016 dirigido e escrito por Michael Showalter.

## Elenco
- Sally Field - Doris Miller
- Max Greenfield - John Fremont
- Beth Behrs - Brooklyn
- Tyne Daly - Roz
- Wendi McLendon-Covey - Cynthia
- Stephen Root - Todd
- Elizabeth Reaser - Dr. Edwards
- Peter Gallagher - Willy Williams
- Natasha Lyonne - Sally
- Isabella Acres - Vivian
- Caroline Aaron - Val
- Kumail Nanjiani - Nasir
- Rich Sommer - Robert
- Rebecca Wisocky - Anne
- Kyle Mooney - Niles
- Nnamdi Asomugha - Shaka

## Prêmios e indicações
| Premiação              | Categoria               | Indicação               | Resultado | R.    |
| ---------------------- | ----------------------- | ----------------------- | --------- | ----- |
| Critics' Choice Awards | Melhor atriz de comédia | Sally Field             | Indicado  | [ 2 ] |
| SXSW Film Festival     | Audience Award          | Hello, My Name Is Doris | Venceu    | [ 3 ] |